# Mercè Pons

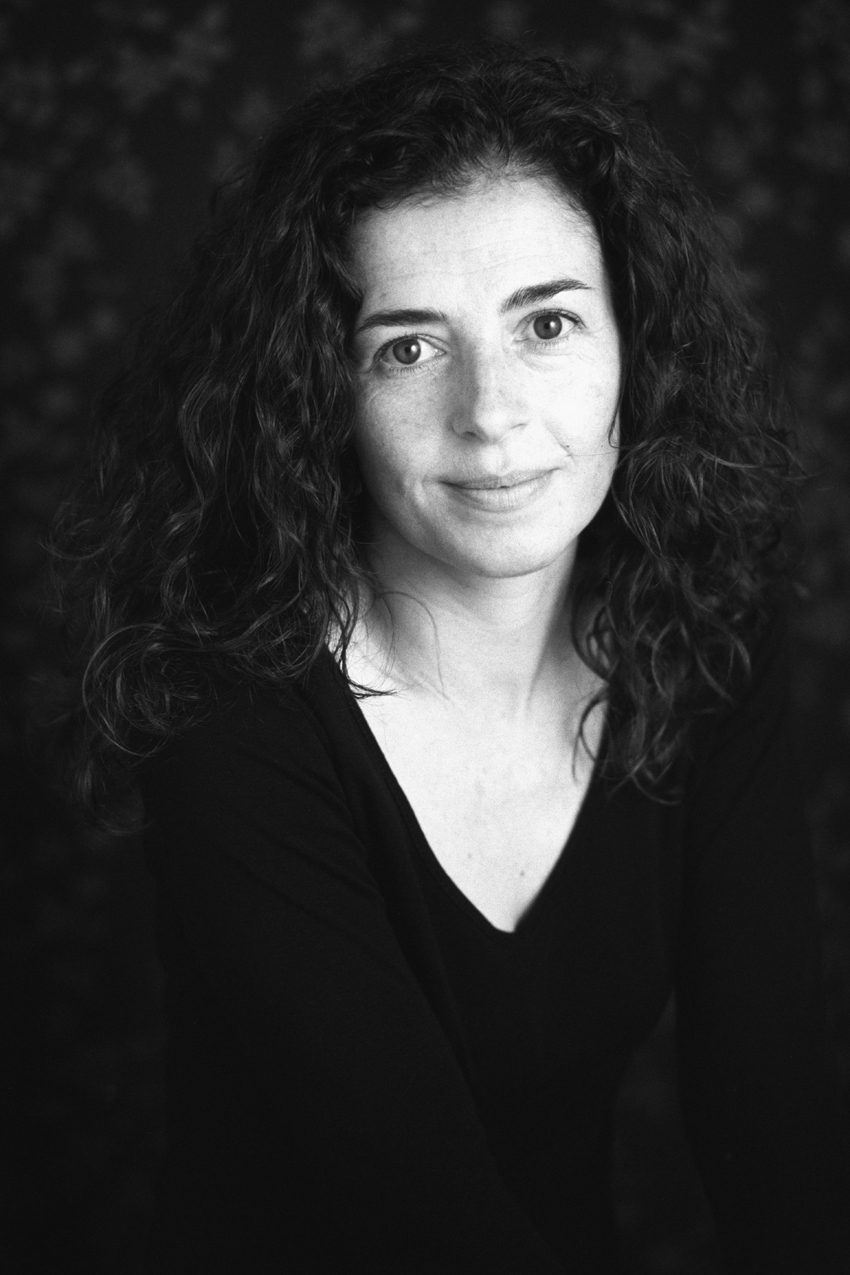
Pins (2009)

Mercè Pons (* 1966) ist eine katalanische TV-, Theater- und Film-Schauspielerin sowie Synchronsprecherin.

## Karriere
Nach einiger Erfahrung am Theater spielte Pons in mehreren Filmen und Fernsehserien. Sie synchronisierte sich selbst beispielsweise von katalanisch zu spanisch in Animals ferits im Jahr 2006.

## Auszeichnungen
Im Jahr 1997 wurde Marcè Pons mit dem Butaca als „Beste katalanische Film-Schauspielerin“ im Film Actiurus ausgezeichnet.

## Filmografie (Auswahl)
- 1990: Rateta, rateta
- 1991: A Sorte cambia
- 1991: Nunca estás en casa
- 1993: Bufons i reis
- 1993: La febre d’or
- 1994: El beso perfecto
- 1994: Souvenir
- 1995: Atolladero
- 1995: El perquè de tot plegat
- 1995: La novia moderna
- 1995: Puede ser divertido
- 1997: Actrius
- 1998: Carícies
- 2000: Kilometer 0 (Kilómetro cero)
- 2000: Morir (o no)
- 2002: Valentín
- 2004: Amor idiota
- 2004: Iris
- 2005: La Atlántida
- 2006: Para que nadie olvide tu nombre
- 2006: Animales heridos
- 2009: Ens veiem demà

## TV
- 1990: Qui?
- 1997: Blasco Ibáñez
- 1998–2000: Compañeros
- 2005: Abuela de verano
- 2007: Perquè ningú no oblidi el teu nom